# Dismodicus decemoculatus
Dismodicus decemoculatus là một loài nhện trong họ Linyphiidae.
Loài này thuộc chi Dismodicus. Dismodicus decemoculatus được James Henry Emerton miêu tả năm 1882.